# Malincourt
Malincourt är en kommun i departementet Nord i regionen Hauts-de-France i norra Frankrike. Kommunen ligger i kantonen Clary som tillhör arrondissementet Cambrai. År 2022 hade Malincourt 487 invånare.

## Befolkningsutveckling
Antalet invånare i kommunen Malincourt
| Referens: INSEE |